# Чрезвычайные вооружённые силы ООН
Чрезвычайные вооружённые силы ООН (англ. United Nations Emergency Force, UNEF) — общее название миротворческих сил ООН, сформированных с целью поддержания режима прекращения огня между Израилем и Египтом. Первые Чрезвычайные вооружённые силы ООН выполняли эту функцию с ноября 1956 по июнь 1967 года, став первым в истории опытом по разделению враждующих сторон войсками ООН. Войска были выведены из буферной зоны по требованию Египта; вывод, начавшийся перед Шестидневной войной, завершился уже после её окончания. Вторые Чрезвычайные вооружённые силы ООН были сформированы для разведения израильских и египетских войск на последних этапах войны Судного дня и располагались в буферной зоне до подписания египетско-израильского мирного договора. В целом как Первые, так и Вторые Чрезвычайные вооружённые силы ООН успешно справлялись со своей задачей, сведя к минимуму количество боестолкновений между египетской и израильской сторонами.

## Первые Чрезвычайные вооружённые силы ООН
Наблюдательная миссия Организации Объединённых Наций на Ближнем Востоке, известная как Орган ООН по наблюдению за выполнением условий перемирия (ОНВУП), начала свою деятельность ещё в 1948 году, с подписанием соглашений о прекращении огня между Израилем и его арабскими соседями в ходе войны 1948—1949 годов. Однако эта наблюдательная миссия оказалась недостаточно эффективна в вопросе предотвращения нарушений перемирий, в особенности в условиях крупномасштабного конфликта 1956 года, известного как Суэцкий кризис. В то же время в Совете Безопасности ООН, постоянными членами которого были Великобритания и Франция, непосредственно участвовавшие в конфликте, не было достигнуто консенсуса по организации коллективной миротворческой операции.
В условиях, когда решение о возможности вмешательства ООН в конфликт на Синайском полуострове и формах такого вмешательства было возможно только вне рамок Совета Безопасности, Генеральный секретарь ООН Даг Хаммаршёльд последовал советам министра иностранных дел Канады Лестера Пирсона о создании международных чрезвычайных вооружённых сил, которые будут составлены из военнослужащих государств — временных членов Совета Безопасности и дислоцированы между противоборствующими сторонами (в данном случае между войсками Израиля и Египта). Пирсону удалось также убедить в жизнеспособности такого решения посланника США в ООН Генри Лоджа.
Рекомендации Хаммаршёльда легли в основу резолюции 1000 Генеральной Ассамблеи ООН, учреждавшей международные миротворческие вооружённые силы под командованием канадского генерал-майора Бернса. Эти силы стали первой официальной миссией ООН по разделению воюющих сторон — до этого миротворческие миссии Объединённых Наций имели только статус наблюдателей; в отсутствие прецедентов в деятельности Лиги Наций или ОНВУП Хаммаршёльд разрабатывал принципы работы этих сил с нуля, и в дальнейшем эти принципы применялись на протяжении всей Холодной войны.
В целом от стран — участниц миссии в ней участвовали подразделения численностью от батальона и ниже. Обязательным условием участия контингента той или иной страны в миротворческих силах было согласие всех сторон конфликта — в связи с этим были отвергнуты кандидатуры всех ближневосточных государств, а Египет наложил вето на участие миротворцев из Пакистана, руководство которого было настроено критически по отношению к лидерам Египта. В итоге из всех кандидатур Генеральный секретарь ООН выбрал Бразилию, Данию, Индию, Индонезию, Канаду, Колумбию, Норвегию, Финляндию, Швецию и Югославию; Индонезия, Финляндия и Колумбия отозвали свои контингенты из региона в конце 1957 и в 1958 году. В полномочия ЧВС входил контроль за выводом вооружённых сил Великобритании, Франции и Израиля с египетской территории, а затем выполнение роли буфера между вооружёнными силами Израиля и Египта. Помимо этого на них возлагалась задача общего контроля над операциями по очистке Суэцкого канала, а подразделение, базирующееся в Шарм-эш-Шейхе, должно было обеспечивать беспрепятственное прохождение израильскими судами Тиранского пролива. Эти войска, планируемой численностью 6000 человек (максимально зафиксированная численность 6073, в 1960-е годы число служащих контингента снижалось, упав менее чем до 4 тысяч к 1966 году), располагались на протяжении более чем десяти лет на Синайском полуострове вдоль международной границы Египта и линий прекращения огня (в общей сложности 72 постоянных наблюдательных поста, осуществлявших контроль над территорией площадью почти в 500 км²). Среди стран, чьи военнослужащие были шире всего представлены в ЧВС, были Канада (единовременно до 1172 человек), Индия (до 957) и Югославия (до 673). Войска дислоцировались полностью на египетской стороне границы с согласия этой страны. На их содержание Организация Объединённых Наций потратила 214 миллионов долларов. Финансирование представляло собой отдельную статью бюджета организации, на которую члены ООН выделяли средства в добровольном порядке (так, Советский Союз отказался от участия в этой статье бюджета). Значительную долю расходов также покрывали государства, предоставлявшие войска.
Хотя в 1960-е годы боевики-фидаины часто проникали на территорию Израиля, а тот в свою очередь проводил операции возмездия на территориях сопредельных арабских стран, это происходило большей частью вдоль границ с Иорданией и Сирией, тогда как израильско-египетская граница, контролируемая миротворцами ООН, оставалась достаточно спокойной. Более часты были мелкие нарушения условий перемирия (в частности, нарушение израильскими ВВС воздушных границ Египта) и дипломатические кризисы, включавшие угрозу применения или демонстрацию военной силы (16 за время действия мандата). При выполнении своих обязанностей погибли 109 военных и 1 гражданский сотрудник ЧВС.
Конец деятельности первых ЧВС ООН был положен в 1967 году. Весной этого года обострился конфликт между Израилем и Сирией, более частыми стали вооружённые столкновения на их границе и вероятность перехода к полномасштабным боевым действиям оценивалась как очень высокая. В этих условиях египетское командование начало концентрацию сил на Синайском полуострове, и 16 мая Египет потребовал вывода миротворцев ООН со своей территории. Поскольку мандат ЧВС предполагал согласие одной из сторон на их дислокацию, а Израиль не удалось убедить принять войска ООН вместо Египта, требование о выводе было удовлетворено, и последний миротворец покинул Синайский полуостров 17 июня. К этому времени успела начаться и закончиться Шестидневная война, в которой Израиль разгромил Египет и его арабских союзников и захватил значительные территории, включая большую часть Синайского полуострова. При этом в ходе боёв в секторе Газа погибли 15 военнослужащих ЧВС. Десятки единиц колёсной техники миротворцев было повреждено и уничтожено в ходе израильских обстрелов баз UNEF возле Эль-Ариша.

### Командующие первыми Чрезвычайными вооружёнными силами ООН
Список приводится по данным официального сайта ООН
| Командующий                      | Страна    | Период                     |
| -------------------------------- | --------- | -------------------------- |
| Генерал-лейтенант И. Л. М. Бернс | Канада    | Ноябрь 1956 — декабрь 1959 |
| Генерал-лейтенант П. С. Гайяни   | Индия     | Декабрь 1959 — январь 1964 |
| Генерал-майор К. Ф. Пайва Шавис  | Бразилия  | Январь — август 1964       |
| Полковник Л. Мушицки (и. о.)     | Югославия | Август 1964 — январь 1965  |
| Генерал-майор С. Сарменту        | Бразилия  | Январь 1965 — январь 1966  |
| Генерал-майор И. Дж. Рикхие      | Индия     | Январь 1966 — июнь 1967    |

## Вторые Чрезвычайные вооружённые силы ООН
Дорогостоящая и кровопролитная миротворческая миссия ООН в Конго в первой половине 1960-х годов заставила эту организацию по-новому оценить необходимость и эффективность международных миротворческих операций. После проведения миротворческой миссии на Кипре в марте 1964 года и отправки наблюдателей в Доминиканскую Республику и в район индо-пакистанского конфликта в следующем году в миротворческих операциях ООН наступил длительный перерыв. Его окончание было ознаменовано решением о формировании вторых Чрезвычайных вооружённых сил в зоне ближневосточного конфликта, последовавшим за арабо-израильской войной 1973 года.
После Шестидневной войны и окончания работы первых ЧВС ООН на Синайском полуострове Ближний Восток на протяжении нескольких лет был ареной так называемой Войны на истощение, в рамках которой происходили регулярные боестолкновения между египетскими и израильскими силами. Кульминацией восстановления военной мощи Египта и других арабских соседей Израиля стала атака в октябре 1973 года, развернувшаяся в полномасштабную войну. Как и в случае с Суэцким кризисом, Совет Безопасности ООН был парализован, на этот раз — противостоянием двух его постоянных членов, СССР и США, поддерживавших противоположные стороны конфликта. Как результат, миротворческая миссия по окончании активных боевых действий была снова возложена на соединённые вооружённые силы третьих стран, принципы деятельности которых повторяли принципы деятельности первых ЧВС.
Ядром новых ЧВС стали миротворцы из Австрии, Финляндии и Швеции, в срочном порядке переброшенные в Египет с Кипра, а их первым командующим — финский генерал Энсио Сииласвуо. В дальнейшем к ним добавились контингенты из Ганы, Индонезии, Ирландии, Панамы, Сенегала и Канады; против последних возникли возражения у Советского Союза, поскольку Канада была членом НАТО, и в качестве компромисса в миротворческие силы были также включены военнослужащие Польши. Планируемая численность военного контингента, в основном состоящего из лёгкой пехоты, должна была составить 7000 человек (в феврале 1974 года личный состав приблизился к этой величине, составив 6973 человека, а к моменту завершения действия мандата в рядах ЧВС оставалось немногим более 4 тысяч служащих). Как и в случае первых ЧВС, крупнейшим контингентом была представлена Канада (на пике — 1097, а к моменту свёртывания миссии 844 человека), за ней следовали Польша (к моменту свёртывания 923 человека), Финляндия и Швеция (более чем по 600 человек на пике). В рамки мандата ЧВС входило, как и в прошлый раз, наблюдение за прекращением огня между войсками Египта и Израиля, а после заключения перемирия — за передислокацией этих войск. В дальнейшем войска ООН должны были осуществлять патрулирование специально для этой цели созданных буферных зон (штаб-квартира миротворцев, первоначально располагавшаяся в Каире, летом 1974 года была переведена в Исмаилию). В долгосрочный мандат сил входил также контроль за отсутствием в зонах разделения войск фортификационных сооружений; помимо этого, с 1974 по 1979 год ЧВС вместе с Международным комитетом Красного Креста выступали в качестве посредника в переговорах об обмене военнопленными и воссоединении семей.
Мандат ЧВС-2, первоначально утверждённый на полугодичный срок, продлевался в общей сложности восемь раз. Миротворцы Ирландии, Непала и Панамы были выведены из буферных зон в мае-ноябре 1974 года, Сенегала — в мае—июне 1976 года, австрийцы и перуанцы, а также части канадского и польского контингентов были переброшены на израильско-сирийскую линию прекращения огня летом того же года в соответствии с резолюцией 350 Совета Безопасности об учреждении зоны Сил ООН по наблюдению за разъединением. В мае 1976 года к ЧВС присоединилось небольшое вертолётное подразделение из Австралии. За период с октября 1973 по июль 1979 года погибли 49 военнослужащих и двое гражданских сотрудников миротворческих сил на Синае; при этом все жертвы среди миротворцев относились к начальному периоду работы ЧВС, в дальнейшем же зона размещения войск ООН на протяжении их работы оставалась в основном безопасной — за всё время имели место лишь пять инцидентов, в которых были задействованы вооружённые силы сторон. Более того, наиболее серьёзный инцидент задевал Египет только как третью сторону: во время обострения конфликта между Израилем и Ливаном в 1974 году из-за активизации палестинских боевиков, действующих с территории этой страны, Египет угрожал выступить на стороне Ливана, но никак не реализовал эти угрозы. Напротив, на израильско-сирийской границе, несмотря на присутствие миротворческих войск, аналогичных синайским, неоднократно имели место боевые столкновения сторон.
На финансирование вторых ЧВС Организация Объединённых Наций потратила в общей сложности 446,5 млн долларов. Параллельно с ЧВС начиная с 1975 года на Синае по настоянию Израиля базировалась также Миссия поддержки на Синае (англ. Sinai Support Mission, SSM), укомплектованная представителями США. После успеха египетско-израильского мирного процесса, завершившегося подписанием мирного договора, силы ООН были выведены из этого региона, их место заняла миротворческая миссия международной коалиции, не координируемой ООН; такая замена была связана с тем, что некоторых членов Совета Безопасности (в первую очередь Советский Союз) не устраивали условия заключённого мирного договора. Окончательный вывод израильских войск и поселений с Синайского полуострова проходил под наблюдением представителей ОНВУП.

### Командующие первыми Чрезвычайными вооружёнными силами ООН
Список приводится по данным официального сайта ООН
| Командующий                          | Страна    | Период                       |
| ------------------------------------ | --------- | ---------------------------- |
| Генерал-лейтенант Э. П. Х. Сииласвуо | Финляндия | Октябрь 1973 — август 1975   |
| Генерал-лейтенант Бенгт Лильестранд  | Швеция    | Август 1975 — ноябрь 1976    |
| Генерал-майор Райс Абин              | Индонезия | Декабрь 1976 — сентябрь 1979 |

## Награды
Медали за участие в ЧВС ООН
Автор идеи создания Чрезвычайных вооружённых сил ООН Лестер Пирсон был в 1957 году удостоен Нобелевской премии мира.
Участие в Чрезвычайных вооружённых силах ООН в зоне израильско-египетского конфликта отмечалось медалями Организации Объединённых Наций. Медалью за службу в первых ЧВС награждались военнослужащие, проведшие в составе миссии от 90 дней и дольше. К медали представлялись военные Бразилии, Дании, Индии, Канады, Колумбии, Норвегии, Швеции и Югославии. Колодка медали выполнена в бледно-жёлтом или песочном цвете, символизирующем пески Синайского полуострова, с широкой вертикальной полосой голубого цвета, символизирующего ООН, по центру. Парные узкие вертикальные полосы по краям ленты символизируют Суэцкий канал (синяя) и долину Нила (зелёная).
Медаль за службу во вторых ЧВС также предназначалась тем, кто провёл в их рядах 90 и более дней. В число служащих ЧВС входили военные Австралии, Австрии, Ганы, Индонезии, Ирландии, Канады, Непала, Панамы, Перу, Польши, Сенегала, Финляндии и Швеции. Колодка разделена на три широких вертикальных полосы — центральную бледно-жёлтую, символизирующую Синайскую пустыню, и две боковых голубых — цвета ООН. Две узких тёмно-синих вертикальных полосы посередине символизируют Суэцкий канал.